# Vienna Twin Tower
Il Vienna Twin Tower è un complesso di edificio situato a Vienna in Austria progettato da Massimiliano Fuksas.

## Descrizione
Il Double Building è l'edificio più alto all'interno di questo complesso, che ospita appartamenti residenziali e uffici. La costruzione è iniziata nel 1999 e completata nel 2001. Il grattacielo ha 35 piani. L'edificio è composto da due metà disposte ad angolo ottuso l'una dall'altra, che sono rispettivamente alte 138 e 127 metri e sono interconnesse tra di loro attraverso ponti pedonali sospesi. Nell'altro edificio chiamato Vienna Twin Conference Center c'è un cinema con dieci sale e varie sale caffè, ristoranti e una palestra. I tre garage sotterranei offrono 2.000 posti auto.